# Hyptis crenata
Hyptis crenata é uma planta da família botânica das Lamiaceae, à qual pertencem a hortelã, o orégano e a sálvia, entre outras.
A Hyptis crenata é autóctone da América do Sul, encontrada na Bolívia e regiões Norte, Nordeste, Centro-oeste e Sudeste do Brasil, onde é conhecida como salva-de-marajó e hortelã-brava. Seu chá é popularmente utilizado como anti-inflamatório e analgésico.
Internacionalmente, a planta vem sendo utilizada na gastronomia com o nome de menta brasileira (por exemplo: menta brasiliana em italiano e Brazilian mint em inglês).